# Asedio de Orihuela (1364)
El Asedio de Orihuela en 1364 fue uno de los episodios de la Guerra de los Dos Pedros.

## Antecedentes
Pedro I de Castilla, conocedor de los pactos de Pedro el Ceremonioso con Carlos II de Navarra y Enrique II de Castilla, incumplió la Paz de Morvedre y penetró en 1364 por el sur del reino de Valencia, y apoderándose de Alicante, Elda, Gandía y otros castillos, manteniéndose solo Orihuela, que pudo ser abastecida por el Ceremonioso, quedó en manos aragonesas,
aunque el soberano aragonés tuvo que regresar a Tortosa al no poder mantener las tropas. Pedro el Cruel llegó incluso a la huerta de Valencia, asedió la ciudad, y consiguió que fuera escasamente abastecida  por las seis galeras de Olfo de Procida. A finales de abril pudo reunir 3000 caballeros y 16000 infantes  en Castellón y el 27 de abril salió de Burriana,
Con el ataque por tierra de Pedro el Ceremonioso el 28 de abril, protegidos por la flota de Olfo de Procida, los castellanos se retiraron a Sagunto. Se produjo entre los dos monarcas un intercambio de cartas de desafío, pero nunca llegó a producirse, ya que Pedro el Ceremonioso exigía que Pedro I de Castilla acudiera al campo del Grau Vell, mientras el castellano le citaba ante las murallas del castillo de Sagunto.

## Asedio
A finales de noviembre de 1364, Pedro el Ceremonioso mandó a al alcaide del castillo de Orihuela, Juan Martínez de Eslava, que se encontraba en Valencia, que se dirigiera allí, mientras él se acercaba con las huestes para socorrerla. Pedro I de Castilla tomó Orihuela el 7 de junio de 1365.

## Consecuencias
Pedro I de Castilla, tras la toma de Orihuela se dirigió a Sagunto, donde dejó 800 jinetes y numerosos infantes, y se marchó a Teruel, pero finalmente Sagunto fue recuperada el 14 de septiembre y la guarnición pasó al bando de Enrique II de Castilla, y poco más tarde se recuperaría Segorbe. con todo el norte del reino de Valencia.